# Pesterzsébet–Csepel HÉV
A Pesterzsébet–Csepel HÉV Budapest egyik vasútvonala volt, amit megszűnésekor a Budapesti Közlekedési Vállalat üzemeltetett a Határ út és Csepel állomás között.

## Története
1911. december 9-én egy 4,8 km hosszú iparvágányt adtak át a teherforgalomnak Erzsébetfalva állomás és a csepeli Weiss Manfréd Művek között a Gubacsi-zárógáton át. A vonalat 1912-ben villamosították és május 26-án megindult a személyszállítás is az Erzsébetfalva állomástól kiágazó szárnyvonalon, a BHÉV üzemeltetésében, a Közvágóhídtól Csepel HÉV-állomásig, ahol új kocsiszínt is avattak. 1919-ben a BHÉV beleolvadt az újonnan létrejött a BEVV-be, azonban két évvel később a BHÉV ismét önálló vállalatként üzemeltette a vonalat. 1924-től a HÉV-szerelvények már a Gubacsi hídon át közlekedtek és ezzel együtt külön iparvágány épült a Weiss Manfréd Művekhez. 1938-ban közvetlen HÉV-járat indult Pacsirtatelepről Csepelre, Erzsébetfalva állomáson irányváltással, amire azért volt szükség, mert a csepeli szárnyvonal vágánya a Közvágóhíd felől érkezett. Ugyanekkor Csepelen átálltak az 500 voltos feszültségre (korábban 1000 V-os volt). 1942-től az új Határ úti átkötés létrejöttével módosult a HÉV-járat útvonala és ezzel együtt megszűnt az irányváltás Erzsébetfalva állomáson. 1949-ben a BHÉV beleolvadt az új FHVKV-ba. 1950-1951 között a II. Rákóczi Ferenc úton középre helyezték a vágányokat és megszűnt Csepel, korzó megállóhely.  1951-ben a csepeli gyorsvasút átadásával a Gubacsi hídon át közlekedő Közvágóhíd–Csepel és Pacsirtatelep–Csepel járatot megszüntették – ez utóbbi pótlására elindult a 19-es busz villamos viteldíjjal. A 19-es busz nem vált be, ezért pár évvel később (1956 előtt) újraindították Csepel és Pesterzsébet felső állomások között a HÉV-forgalmat, ekkor már 1000 V-os feszültséggel. 1959. január 1-jén egy megállóval hosszabb lett a vonal, az új Határ úti végállomástól szállított utasokat, Csepel végállomáson és a Határ útnál is hurokvágány épült. A HÉV-járat időközben betűjelzést kapott, H-val jelölték. 1968-ban a BHÉV beleolvadt a BKV-ba, a járat üzemeltetője a BKV-HÉV lett. A Gubacsi híd 1978-as felújításakor a csepeli szárnyvonal megszűnt, pótlására a BKV elindította a 148-as buszt.

## Megállóhelyei
Az állomáslista az 1977-es BKV-tájékoztató, az átszállási kapcsolatok pedig az 1978-as BKV-térkép alapján készültek.
| 0 | Határ út végállomás   | 8 | 30, 31                                                                 |
| 1 | Pesterzsébet felső    | 7 | Ráckevei HÉV 23, 23, 51                                                |
| 2 | Sósfürdő              | 6 | 48, 51, 59                                                             |
| 3 | Papírgyár             | 5 | 48, 51                                                                 |
| 4 | Védgát utca           | 4 | 48, 51                                                                 |
| 5 | Kossuth Lajos utca    | 3 | 48, 51, 59, 79                                                         |
| 6 | Tanácsház tér         | 2 | Csepeli gyorsvasút 38, 38, 38A, 38B, 48, 51, 52, 52A, 59, 59A, 71, 159 |
| 7 | Karácsony Sándor utca | 1 | Csepeli gyorsvasút 38, 38A, 38B                                        |
| 8 | Csepel végállomás     | 0 | Csepeli gyorsvasút 38, 38, 38A, 38B, 48, 51, 52, 52A, 59, 59A, 71, 159 |